# Beate Heraeus
Beate Heraeus (* 11. November 1951 in Hannover) ist eine deutsche Wirtschaftswissenschaftlerin und Unternehmerin. Von 2008 bis 2013 war sie die Vorsitzende der Heraeus Bildungsstiftung und von 2012 bis 2013 Präsidentin von Senckenberg Gesellschaft für Naturforschung.

## Leben
Beate Heraeus besuchte das St. Ursula Gymnasium in Hannover. Danach studierte sie Betriebswirtschaftslehre an der Ludwig-Maximilians-Universität München.
1976 begann Beate Heraeus bei der Münchner Unternehmensberatung Roland Berger & Partner.
Ab 1979 bis 1983 arbeitete sie im familieneigenen Unternehmen der Teutonia Zementwerke AG Hannover und beschäftigte sich mit Fragen der Organisation und strategischen Planung. Von 2003 bis 2005 amtierte sie als Mitglied des Aufsichtsrates im eigenen Familienunternehmen, der Teutonia Zementwerk AG in Hannover.
1987 wurde Beate Heraeus Mitglied des Vorstandes der Heraeus Bildungsstiftung. In dieser Funktion setzte sie sich für eine strategische Neuausrichtung der Stiftung ein, die sich seit dem auf Personal- und Organisationsentwicklung in deutschen Schulen konzentriert. Von 2008 bis 2013 hatte sie den Vorsitz der Stiftung.
Seit 2006 ist sie Beiratsvorsitzende der Stiftung Flughafen Frankfurt / Main für die Region.
Sie ist Mitglied des Frauenbeirates der Hypo Vereinsbank, des Beirates der Accenture Stiftung in Kronberg sowie der PwC-Stiftung in Frankfurt. Zudem ist sie Kuratoriumsmitglied der Schule Schloss Salem.
Beate Heraeus ist Mutter von drei Töchtern.

## Auszeichnungen und Ehrungen
Im Jahr 2005 wurde Beate Heraeus die Ehrendoktorwürde des Fachbereichs Fremdsprachliche Philologien der Philipps-Universität Marburg verliehen.  Im Mai 2022 erhielt Beate Heraeus vom damaligen Hessischen Ministerpräsidenten Volker Bouffier den Hessischen Verdienstorden für ihr umfangreiches Engagement in den Bereichen Bildung und Wissenschaft.